# Ezgi Gizem Altınçıbık
Ezgi Gizem Altınçıbık (29 de octubre de 1994) es una deportista turca que compitió en tiro con arco, en la modalidad de arco compuesto. Ganó una medalla de bronce en el Campeonato Europeo de Tiro con Arco en Sala de 2019, en la prueba por equipo.

## Palmarés internacional
| Campeonato Europeo en Sala | Campeonato Europeo en Sala | Campeonato Europeo en Sala | Campeonato Europeo en Sala |
| Año                        | Lugar                      | Medalla                    | Prueba                     |
| -------------------------- | -------------------------- | -------------------------- | -------------------------- |
| 2019                       | Samsun (Turquía)           | Medalla de bronce          | Equipo                     |